# Eleições presidenciais nas Maldivas em 2008
As eleições presidenciais maldivenses de 2008 foram realizadas nas Maldivas em dois turnos nos dias 8 e 28 de outubro.

## Resultados
Os resultados finais do primeiro turno das eleições confirmaram a ampla, mas insuficiente, vitória do então presidente do país, Maumoon Abdul Gayoom com 71.731 votos (40,63%). Em segundo lugar ficou Mohamed Nasheed, conhecido por seus simpatizantes como o "Nelson Mandela das Maldivas", com 44.293 votos (25,09%), seguido pelo candidato independente, Hassan Said (16,78%) e pelo empresário Gasim Ibrahim (15,32%). Como não obteve os 50% dos votos necessários para se reeleger, foi necessário um segundo turno.
Um segundo turno foi realizado em 28 de outubro entre Gayoom e o segundo colocado Mohamed Nasheed. Nasheed venceu a eleição, derrotando Gayoom.
A eleição foi a primeira realizada democraticamente na história das Maldivas.